# タイピング
タイピング（英語: typing）は、タイプライター、コンピューター、ワードプロ、計算機、携帯電話などでキーボードまたはキーパッドを用いてテキスト（文字）を入力することである。これを打鍵と呼ぶ。通常、マウスなどのポインティングデバイスによる入力や、音声認識によるテキスト入力とは区別される。
- タイピング
- 指の動き
- キー配列の一例
(QWERTY配列)

## 語源
「タイプライターの使用（による打鍵文字入力）」に由来する。タイプ（type）の語は活字や活版といった意味を含む。